# Quassia silvestris
Quassia silvestris är en bittervedsväxtart som beskrevs av Cheek & Jongkind. Quassia silvestris ingår i släktet Quassia och familjen bittervedsväxter. Inga underarter finns listade i Catalogue of Life.